# Оросиякоку суймудан
«Оросияко́ку суймуда́н» (яп. 魯齊亜国睡夢談, досл. «Рассказ сонных видений о России», «Сонный бред о России») — японская рукопись XVIII века, повествующая о пребывании экипажа корабля «Синсё-мару» в Российской империи и возвращении японцев на родину. По описанию, данному в её начале, «сия рукопись, как то видно из заглавия, есть запись разговоров во сне. В этих рассказах имеется и такое, что стоит послушать, а коли что окажется и не так, то отнеситесь к этому, как к сонному бреду, и не посетуйте на него».
Сочинение делится на пять глав общим объёмом 130 страниц; две главы (48 страниц) составляют первую тетрадь, три главы (82 страницы) — вторую. Дата написания явным образом нигде не обозначена, однако с учётом содержания текста может быть определена как 1784 или 1795 год. Текст рукописи написан тушью на рисовой бумаге в основном скорописью; сочинение содержит девять рисунков.
По характеру содержания рукопись подразделяется на три части:
1. Описание произошедшего с экипажем «Синсё-мару»;
2. Документы (их копии или смысловое изложение), относящиеся к миссии Адама Лаксмана по возвращению японцев на родину;
3. Запись допросов членов экипажа «Синсё-мару» Дайкокуя Кодаю и Исокити, происходивших в присутствии сёгуна Токугавы Иэнари[5].